# Hajoran (Pandan)
Hajoran is een bestuurslaag in het regentschap Tapanuli Tengah van de provincie Noord-Sumatra, Indonesië. Hajoran telt 7550 inwoners (volkstelling 2010).